# Ferrochrome
Ne doit pas être confondu avec Ferrichrome.

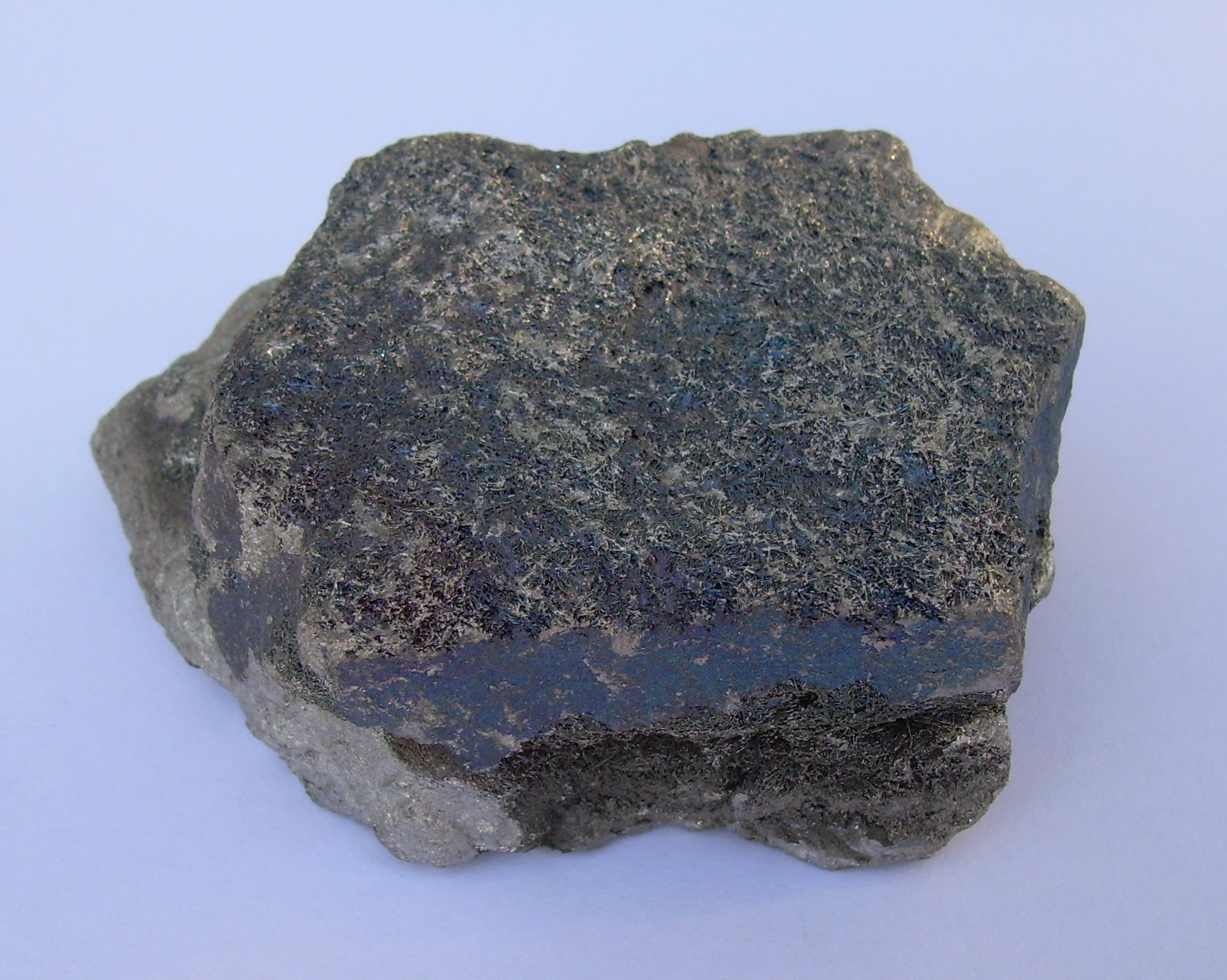
Échantillon de ferrochrome

Le Ferrochrome est un ferroalliage, c'est-à-dire un composé de fer et de chrome, dont la teneur en poids en chrome se situe entre 48 % et 70 %. Près de 80 % de la production de ferrochrome est destinée à l'élaboration d'aciers inoxydables par la sidérurgie.

## Obtention
Comme beaucoup de ferroalliages, le ferrochrome a été obtenu initialement par des hauts fourneaux. En 1890, la fonte obtenue par ce moyen ne dépasse pas 40 % de teneur en chrome.
C'est l'invention du four à arc électrique par Paul Héroult qui va permettre d'obtenir directement et économiquement un produit à basse teneur en carbone (moins de 5 %) : les coûts de production sont alors divisés par trois.
En effet, Paul Héroult inventera les adaptations nécessaires à la production du ferrochrome. La charge étant conductrice, le creuset peut être constitué de  matériaux réfractaires isolants: le carbone est alors remplacé par la chromite. Deux électrodes en graphite, en assurant l'entrée et la sortie du courant, limitent l'enrichissement du bain en carbone. Leurs arcs à 2 800 °C apportent l'énergie nécessaire à la fusion.
La teneur en carbone reste encore un point essentiel pour distinguer les différentes qualités de ferrochrome:
- Charge-chrome. C'est l'alliage de Cr le plus utilisé dans la fabrication des aciers spéciaux, dont les aciers inoxydables (à 91 % en France).

Sa composition est Cr 50-55 %, C 6-8 %, Si 2-5 %.
- Ferrochrome carburé. Utilisé principalement dans l'élaboration des aciers inoxydables ou des aciers faiblement alliés (acier dual phase, acier à roulement 100 Cr 6, etc.)

Sa composition est Cr 60-65 %, C 4-8 %.
- Le ferrochrome bas carbone, ou ferrochrome affiné. Il est employé dans la fabrication de la fonte et des aciers faiblement alliés.

Il contient 0,02 à 0,5 % de C et de 67 à 75 % de Cr

## Utilisation en sidérurgie
Le ferrochrome est essentiellement utilisé dans les aciéries, pour l'élaboration des aciers inoxydables, qui contiennent en moyenne 18 % de chrome. Le carbone apporté par le ferrochrome est un élément indésirable car il forme, aux joints de grains, des carbures de chrome (Cr23C6), ce qui entraîne une déchromisation dans les zones proches des joints de grains et ainsi facilite la corrosion intergranulaire. Pour les aciéries, les très basses teneurs en carbone des inox (< 0,03 %) sont difficiles à atteindre, la combustion du carbone entraînant simultanément l'oxydation du chrome. Des ajouts de titane et/ou de niobium qui piègent le carbone sont possibles, mais ont un coût.
On utilise également le ferrochrome pour l'élaboration des aciers faiblement alliés (aciers durs ou à trempabilité améliorée) . Son dosage doit être réalisé avec attention car il n'existe pas de moyen chimique (comme des additions de chaux ou d'oxygène) pour ôter un éventuel excès de chrome dissous dans de l'acier liquide.

## Autre utilisation
La fabrication d'anodes pour la galvanoplastie constitue un autre débouché pour le ferrochrome (13 % de la production de chrome en 1990), pour le chromage de pièces métalliques ou en matière plastique.